# Magdalena (Żegałowa)
Magdalena, imię świeckie Ludmiła Giermanowna Żegałowa (ur. 26 czerwca 1921 w Rydze, zm. 10 października 1996) – rosyjska mniszka prawosławna, przełożona monasteru Trójcy Świętej i św. Sergiusza z Radoneża w Rydze w latach 1977–1996. Ze względu na zasługi w wychowywaniu duchowym nowych mniszek, które zostały następnie igumeniami w monasterach otwartych po rozpadzie ZSRR, określana jako igumenia całej Rusi.

## Życiorys
Córka Giermana Wasiljewicza Żegałowa, potomka rodziny kupieckiej z Jarosławia, następnie kapłana prawosławnego i jego żony Tatiany Wasiljewny Dmitrijewej. Ukończyła gimnazjum łotewskie w Saldusie, po czym pracowała na poczcie, a od 1942 jako księgowa. Równocześnie z błogosławieństwa egzarchy Krajów Bałtyckich metropolity Sergiusza prowadziła lekcje religii prawosławnej dla dzieci łotewskojęzycznych. W roku szkolnym 1943/1944 była również nauczycielką geografii i języka rosyjskiego. W sierpniu 1944 wywieziona razem z całą rodziną do Niemiec, żyła kolejno w Gdańsku, Chemnitz, Karlowych Warach. Od kwietnia 1945 ks. Gierman Żegałow podjął pracę duszpasterską w cerkwiach na terytorium Czechosłowacji – w Karlowych Warach, Mariańskich Łaźniach i Franciszkowych Łaźniach. Ludmiła Żegałowa pracowała jako nauczycielka religii i języka rosyjskiego.
W 1949 rodzina Żegałowów mogła wrócić na Łotwę. Ludmiła Żegałowa pracowała w fabryce, następnie jako nauczycielka szkoły podstawowej w placówce dla przewlekle chorych dzieci. W 1952 wstąpiła jako posłusznica do monasteru Trójcy Świętej i św. Sergiusza z Radoneża w Rydze, jedynej prawosławnej żeńskiej wspólnoty monastycznej na terytorium Łotewskiej SRR. W tym samym roku arcybiskup ryski i łotewski Filaret dokonał jej postrzyżyn w riasofor, nadając jej imię Magdalena. W monasterze była regentką chóru mniszek. 21 sierpnia 1958 złożyła wieczyste śluby mnisze przed biskupem Janem (Aleksiejewem), zachowując imię otrzymane w czasie poprzedniej profesji. W 1968 wybrana na zastępczynię przełożonej monasteru, pełniła wymienione obowiązki do 1971, gdy przeniesiono ją na stanowisko ekonomki. W 1976 została zastępczynią przełożonej odpowiedzialną za filialną pustelnię Przemienienia Pańskiego. 4 kwietnia 1977 na mocy decyzji patriarchy moskiewskiego i całej Rusi Pimena oraz arcybiskupa ryskiego i łotewskiego Leonida została mianowana przełożoną monasteru, zaś w maju tego samego roku otrzymała godność igumeni.
Kierowana przez nią wspólnota była jednym z nielicznych żeńskich monasterów na terenie ZSRR, które nie zostały zlikwidowane przez władze. Ihumenii Magdalenie zabroniono jedynie przyjmowania na stałe do klasztoru nowych kandydatek. Po upadku ZSRR, gdy Rosyjski Kościół Prawosławny zaczął odzyskiwać skonfiskowane mu monastery, na czele nowych żeńskich wspólnot stanęło dziewiętnaście mniszek, które swoją formację duchową przechodziły w Rydze, pod kierunkiem ihumenii Magdaleny. Z tego powodu patriarcha Aleksy II porównał ją do św. Sergiusza z Radoneża, nauczyciela duchowego szeregu późniejszych twórców męskich monasterów, nazywając ją ihumenią całej Rusi.
Za swoją działalność ihumenia Magdalena otrzymała jedną z najwyższych nagród cerkiewnych przewidywanych dla mniszek – prawo noszenia dwóch krzyży z ozdobami (1990) oraz odznaczenia cerkiewne – Order Św. Sergiusza z Radoneża III stopnia (1981), Order Świętego Równego Apostołom Księcia Włodzimierza II stopnia (1987).
Zmarła w 1996 i została pochowana na cmentarzu pustelni Przemienienia Pańskiego.